# 10
10 (X, na numeração romana) foi um ano comum do século I, do Calendário Juliano, da Era de Cristo, teve início a uma quarta-feira e terminou também a uma quarta-feira, e a sua letra dominical foi E.
| Ano completo                        |
| ----------------------------------- |
| Ano comum com início à quarta-feira |

## Eventos
- Públio Cornelio Dolabella torna-se cônsul na Dalmácia[1]
- Adoção do Senatus consultum Silanianum, uma medida que determinava que em caso de assassinato de um senhor, todos os escravos que viviam com eles deviam ser torturados e depois mortos.[2][3]

## Nascimentos
- Heron de Alexandria[4]

## Mortes
- Dídimo Calcêntero (n. 80 a.C.)[5]